# Armenia na Zimowych Igrzyskach Paraolimpijskich 2018
Armenia na Zimowych Igrzyskach Paraolimpijskich 2018 – występ kadry sportowców reprezentujących Armenię na igrzyskach paraolimpijskich w Pjongczangu w 2018 roku.
Chorążym reprezentacji został jedyny zawodnik występujący na igrzyskach paraolimpijskich Stas Nazarjan, który zmierzył się z 1,1 km trasą w biegach narciarskich. Zajął na niej 33. miejsce.

## Reprezentanci
| Zawodnik      | Dyscyplina        | Konkurencja | Podgrupa | Czas    | Strata   | Miejsce | Źródło      |
| ------------- | ----------------- | ----------- | -------- | ------- | -------- | ------- | ----------- |
| Stas Nazarjan | Biegi narciarskie | Sprint      | LW12     | 4:41,11 | +1:40,55 | 33.     | [ 4 ] [ 5 ] |